# بينيديتو نوفو
بينيديتو نوفو بلدية في ولاية سانتا كاتارينا في المنطقة الجنوبية من البرازيل.